# Wolfgang Nolting (Physiker)
Wolfgang Nolting (* 13. März 1944 in Magdeburg) ist ein deutscher Physiker und arbeitet auf dem Gebiet der Festkörpertheorie an der Humboldt-Universität zu Berlin. Schwerpunkt seiner Forschungen ist die Theorie des Magnetismus.
Nolting studierte Physik an der Universität Münster, wo er 1972 promoviert wurde. Es folgte ein Forschungsaufenthalt an der ETH Zürich und 1978 die Habilitation in Münster. Nach Professuren in Würzburg, Münster und an der Universidad de Valladolid in Spanien ist er seit 1994 Professor der Humboldt-Universität. Nach seiner Emeritierung 2009 arbeitet er auch weiterhin als Seniorprofessor an der Humboldt-Universität.
Bekannt geworden ist Wolfgang Nolting unter anderem durch seine Lehrbuchreihe Grundkurs: Theoretische Physik, welche mittlerweile den Rang eines Standardwerkes in der Physikerausbildung erlangt hat.

## Veröffentlichungen
- Dissertation: W. Nolting: Methode der Spektralmomente für das Hubbard-Modell eines schmalenS-Bandes. In: Zeitschrift für Physik A Hadrons and nuclei. Band 255, Nr. 1, Februar 1972, S. 25–39, doi:10.1007/BF01391669 (englisch).
- Wolfgang Nolting, Anupuru Ramakanth: Quantum Theory of Magnetism. Springer Berlin Heidelberg, Berlin, Heidelberg 2009, ISBN 978-3-540-85415-9, doi:10.1007/978-3-540-85416-6 (englisch). (Auf Deutsch in 2 Teilen 1986, ISBN 978-3-519-03084-3 und ISBN 978-3-519-03085-0)
- Markus Donath, Wolfgang Nolting (Hrsg.): Local-Moment Ferromagnets: Unique Properties for Modern Applications (= R. Beig u. a. [Hrsg.]: Lecture Notes in Physics. Band 678). Springer Berlin Heidelberg, Berlin, Heidelberg 2005, ISBN 978-3-540-27286-1, doi:10.1007/b135699 (englisch).

### Serie "Theoretische Physik" in 9 Bänden

#### Deutsche Ausgabe
1. Wolfgang Nolting: Grundkurs Theoretische Physik 1: Klassische Mechanik und mathematische Vorbereitungen. Springer Berlin Heidelberg, Berlin, Heidelberg 2018, ISBN 978-3-662-57583-3, doi:10.1007/978-3-662-57584-0.
2. Wolfgang Nolting: Grundkurs Theoretische Physik 2: Analytische Mechanik (= Springer-Lehrbuch). Springer Berlin Heidelberg, Berlin, Heidelberg 2014, ISBN 978-3-642-41979-9, doi:10.1007/978-3-642-41980-5.
3. Wolfgang Nolting: Grundkurs Theoretische Physik 3: Elektrodynamik (= Springer-Lehrbuch). Springer Berlin Heidelberg, Berlin, Heidelberg 2013, ISBN 978-3-642-37904-8, doi:10.1007/978-3-642-37905-5.
4. Wolfgang Nolting: Grundkurs Theoretische Physik 4/1 (= Springer-Lehrbuch). Springer Berlin Heidelberg, Berlin, Heidelberg 2016, ISBN 978-3-662-49030-3, doi:10.1007/978-3-662-49031-0.
5. Wolfgang Nolting: Grundkurs Theoretische Physik 4/2 (= Springer-Lehrbuch). Springer Berlin Heidelberg, Berlin, Heidelberg 2016, ISBN 978-3-662-49032-7, doi:10.1007/978-3-662-49033-4.
6. Wolfgang Nolting: Grundkurs Theoretische Physik 5/1: Quantenmechanik - Grundlagen (= Springer-Lehrbuch). Springer Berlin Heidelberg, Berlin, Heidelberg 2013, ISBN 978-3-642-25402-4, doi:10.1007/978-3-642-25403-1.
7. Wolfgang Nolting: Grundkurs Theoretische Physik 5/2: Quantenmechanik - Methoden und Anwendungen (= Springer-Lehrbuch). Springer Berlin Heidelberg, Berlin, Heidelberg 2015, ISBN 978-3-662-44229-6, doi:10.1007/978-3-662-44230-2.
8. Wolfgang Nolting: Grundkurs Theoretische Physik 6: Statistische Physik (= Springer-Lehrbuch). Springer Berlin Heidelberg, Berlin, Heidelberg 2014, ISBN 978-3-642-25392-8, doi:10.1007/978-3-642-25393-5.
9. Wolfgang Nolting: Grundkurs Theoretische Physik 7: Viel-Teilchen-Theorie (= Springer-Lehrbuch). Springer Berlin Heidelberg, Berlin, Heidelberg 2015, ISBN 978-3-642-25807-7, doi:10.1007/978-3-642-25808-4.

#### Englische Ausgabe (in 9 Bänden)
1. Wolfgang Nolting: Theoretical Physics 1: Classical Mechanics. Springer International Publishing, Cham 2016, ISBN 978-3-319-40107-2, doi:10.1007/978-3-319-40108-9.
2. Wolfgang Nolting: Theoretical Physics 2: Analytical Mechanics. Springer International Publishing, Cham 2016, ISBN 978-3-319-40128-7, doi:10.1007/978-3-319-40129-4.
3. Wolfgang Nolting: Theoretical Physics 3: Electrodynamics. Springer International Publishing, Cham 2016, ISBN 978-3-319-40167-6, doi:10.1007/978-3-319-40168-3.
4. Wolfgang Nolting: Theoretical Physics 4: Special Theory of Relativity. Springer International Publishing, Cham 2017, ISBN 978-3-319-44370-6, doi:10.1007/978-3-319-44371-3.
5. Wolfgang Nolting: Theoretical Physics 5: Thermodynamics. Springer International Publishing, Cham 2017, ISBN 978-3-319-47909-5, doi:10.1007/978-3-319-47910-1.
6. Wolfgang Nolting: Theoretical Physics 6: Quantum Mechanics - Basics. Springer International Publishing, Cham 2017, ISBN 978-3-319-54385-7, doi:10.1007/978-3-319-54386-4.
7. Wolfgang Nolting: Theoretical Physics 7: Quantum Mechanics - Methods and Applications. Springer International Publishing, Cham 2017, ISBN 978-3-319-63323-7, doi:10.1007/978-3-319-63324-4.
8. Wolfgang Nolting: Theoretical Physics 8: Statistical Physics. Springer International Publishing, Cham 2018, ISBN 978-3-319-73826-0, doi:10.1007/978-3-319-73827-7.
9. Wolfgang Nolting: Theoretical Physics 9: Fundamentals of Many-body Physics. Springer International Publishing, Cham 2018, ISBN 978-3-319-98324-0, doi:10.1007/978-3-319-98326-4.